# Хуан Хасінто Муньйос Ренхель
КолумністикаХуан Хасінто Муньйос Ренхель (ісп. Juan Jacinto Muñoz Rengel, нар. 1974) — іспанський письменник-фантаст.

## Біографія
Хуан Хасінто Муньйос Ренхель народився 1974 року в місті Малага, Іспанія. Закінчив філософський факультет у місцевому університеті, здобувши ступінь  доктора. Викладав в Іспанії та Великій Британії. У 1998 році заснував філософсько-літературний журнал «Естіґма». Був колумністом у низці іспанських ЗМІ: Anthropos, Ínsula, Themata, Revista de Filosofía de la Complutense, Iberomania, Clarín, El País. Провівши декілька років у Лондоні, почав писати статті для англійських газет. Здобув понад 50 літературних премій за оповідання, написані іспанською мовою.
Хуан Хасінто Муньйос Ренхель — фіналіст конкурсу оповідань імені Маріо Варгаса Льоса (ісп. Jorge Mario Pedro Vargas Llosa), а також найпрестижнішого літературного конкурсу Аргентини — Clarín Alfaguara. 
Зараз письменник проживає у Мадриді i керує Escuela de Imaginadores. Його твори перекладені багатьма мовами світу, а також видані шрифтом Брайля. Книга Муньйоса Ренхеля "Вбивця-іпохондрик" (El asesino hipocondríaco, 2012 р.) стала бестселером в Іспанії. Роман надрукували більше ніж у 10 країнах світу, зокрема у Франції, Італії, Фінляндії, Мексиці, Канаді, Туреччині, Арабському світі, Аргентині, Уругваї та Чилі.

## Твори
- Una historia de la mentira, Alianza (2020), ISBN 978-84-9181-889-2. Есе.
- El gran imaginador, Penguin Random House (2016), ISBN 978-84-01-01748-3. Роман.
- El sueño del otro, Penguin Random House (2013), ISBN 978-84-90-32709-8. Роман.
- [9][8]El asesino hipocondríaco, Penguin Random House (2012), ISBN 978-84-01-35225-6. Роман.
- De mecánica y alquimia (2009), ISBN 978-84-936354-9-7. Фантастичні оповідання.
- 88 Mill Lane (2005), ISBN 978-84-96083-85-1. Фантастичні оповідання.